# Paco Roca
Francisco Martínez Roca, também conhecido como Paco Roca (Valência, 1969) é um desenhista espanhol com experiência em histórias em quadrinhos e ilustrações publicitárias.
É mais conhecido por suas histórias em quadrinhos como Rugas e A Casa. A Perro Verde Films produziu uma adaptação cinematográfica intitulada Arrugas (espanhol para rugas), dirigida por Ignacio Ferreras e lançada em 19 de setembro de 2011.

## Vida e carreira
Roca lia quadrinhos desde criança, como Asterix e Obelix, Tenente Blueberry e Tintim. Além desses clássicos dos quadrinhos, o estilo de autores de quadrinhos como Richard Corben, Carlos Giménez e Frank Miller também o influenciou. Mais tarde, estudou arte e depois ganhou a vida em uma agência de publicidade.

## Trabalhos selecionados
- 2000- El juego lúgubre (La Cúpula)
  - Português: O jogo lúgubre (ed. pt: Levoir; publicado com O farol)
- 2004- El Faro ( Astiberri )
  - Português: O farol  (ed. pt: Levoir; publicado com O jogo lúgubrel)
- 2005- La casa ( Astiberri)
  - Português: A Casa (ed. pt: Levoir/ ed.br:Devir)
- 2007- Arrugas (Astiberri)
  - Português: Rugas (ed. pt: Levoir /ed.br: Devir)  [9]
- 2011- El Invierno del Dibujante, (Astiberri)
  - Português: O Inverno do Desenhador  (Levoir)
- 2013- Los Surcos del Azar (Astiberri )
  - Português: Os trilhos do Acaso (ed. pt: Levoir, 2 volumes )/ Acasos do Destino  (ed: br: Devir )
- 2020 - Regreso al Edén, (Astiberri)
  - Português: Regresso ao Éden (ed. pt: Levoir /ed.br: Devir)[10]
- 2023 - El Abismo del Olvido (Astiberri)[11]

## Prêmios
- (2008) Prêmio Nacional da História em Quadrinhos[12]
- (2011) Convenção Internacional de Quadrinhos de Barcelona[13]
- (2012) Prêmio Goya de Melhor Roteiro Adaptado
- (2014) Gran Premio Romics no Festival Internacional de Quadrinhos de Roma[14]
- (2019)  Inkpot Award[15]